# Segundo gobierno de Adolfo Suárez
El segundo gobierno de Adolfo Suárez fue el Gobierno de España entre julio de 1977 y abril de 1979. Adolfo Suárez fue confirmado como presidente del Gobierno por el rey Juan Carlos I después de que la Unión de Centro Democrático (UCD) ganara las elecciones generales de 1977 que dieron comienzo a la legislatura constituyente de España. El Gobierno no surgió de una investidura en el Congreso de los Diputados, ni tuvo que someterse al control de las Cortes.
El Gobierno cesó el 1 de marzo de 1979 por la celebración de las elecciones generales. Continuó en funciones hasta el 6 de abril de 1979, día en que tomó posesión el tercer Gobierno de Suárez.

## Historia
El 3 de julio de 1976 el rey Juan Carlos I había designado a Adolfo Suárez presidente del Gobierno mediante el Real Decreto 1561/1976. Antes de 1978, cuando la promulgación de la Constitución española supuso la derogación de la Ley Orgánica del Estado franquista, el presidente del Gobierno no era investido por el Congreso de los Diputados, sino que era designado directamente por el rey: «El Presidente del Gobierno habrá de ser español y será designado por el Jefe del Estado a propuesta en terna del Consejo del Reino».
En las elecciones de 1977, las primeras elecciones libres en España en cuarenta años, la Unión de Centro Democrático obtuvo mayoría simple en el Congreso de los Diputados. Dos días después el rey confirmó a Adolfo Suárez como presidente del Gobierno tras su dimisión protocolaria. El 5 de julio de 1977 se publicó en el Boletín Oficial del Estado la composición del segundo Gobierno de Adolfo Suárez y todos los ministros tomaron posesión de sus cargos.
El 28 de febrero de 1978 se produjo la única remodelación ministerial del Gobierno. Además, se nombró un ministro para las Relaciones con las Comunidades Europeas y desapareció el cargo de ministro adjunto para las Relaciones con las Cortes, cuyas competencias se trasladaron al Ministerio de la Presidencia.
Tras la promulgación de la Constitución española en 1978, se celebraron las primeras elecciones bajo la nueva constitución el 1 de marzo de 1979. El segundo Gobierno de Suárez se disolvió al tomar posesión de sus cargos los ministros del tercer Gobierno de Suárez el 6 de abril de 1979.

## Composición
| Partido político |         | Unión de Centro Democrático (UCD) |
| Partido político | Militar |                                   |

| II Gobierno de Suárez (julio de 1977-abril de 1979)                     |                                                                       |                                                         |         |
| Cargo                                                                   | Titular                                                               | Titular                                                 | Titular |
| Presidente                                                              |                                                                       | Adolfo Suárez González                                  |         |
| Vicepresidente primero para asuntos de la Defensa                       |                                                                       | Teniente General Manuel Gutiérrez Mellado               |         |
| Vicepresidente segundo para asuntos económicos                          |                                                                       | Enrique Fuentes Quintana (jul. 1977-feb. 1978)          |         |
| Vicepresidente segundo para asuntos económicos                          | Fernando Abril Martorell (feb. 1978-abr. 1979)                        |                                                         |         |
| Vicepresidente tercero                                                  |                                                                       | Fernando Abril Martorell (jul. 1977-feb. 1978)          |         |
| Asuntos Exteriores                                                      |                                                                       | Marcelino Oreja Aguirre                                 |         |
| Justicia Notario Mayor del Reino                                        |                                                                       | Landelino Lavilla Alsina                                |         |
| Hacienda                                                                |                                                                       | Francisco Fernández Ordóñez                             |         |
| Interior                                                                |                                                                       | Rodolfo Martín Villa                                    |         |
| Obras Públicas y Urbanismo                                              |                                                                       | Joaquín Garrigues Walker                                |         |
| Educación y Ciencia                                                     |                                                                       | Íñigo Cavero Lataillade                                 |         |
| Trabajo                                                                 |                                                                       | Manuel Jiménez de Parga y Cabrera (jul. 1977-feb. 1978) |         |
| Trabajo                                                                 | Rafael Calvo Ortega (feb. 1978-abr. 1979)                             |                                                         |         |
| Industria y Energía                                                     |                                                                       | Alberto Oliart Saussol (jul. 1977-feb. 1978)            |         |
| Industria y Energía                                                     | Agustín Rodríguez Sahagún (feb. 1978-abr. 1979)                       |                                                         |         |
| Agricultura                                                             |                                                                       | José Enrique Martínez Genique (jul. 1977-feb. 1978)     |         |
| Agricultura                                                             | Jaime Lamo de Espinosa y Michels de Champourcin (feb. 1978-abr. 1979) |                                                         |         |
| Sanidad y Seguridad Social                                              |                                                                       | Enrique Sánchez de León Pérez                           |         |
| Comercio y Turismo                                                      |                                                                       | Juan Antonio García Díez                                |         |
| Presidencia Secretario del Consejo de Ministros                         |                                                                       | José Manuel Otero Novas                                 |         |
| Transportes y Comunicaciones                                            |                                                                       | José Lladó y Fernández Urrutia (jul. 1977-feb. 1978)    |         |
| Transportes y Comunicaciones                                            | Salvador Sánchez-Terán Hernández (feb. 1978-abr. 1979)                |                                                         |         |
| Cultura y Bienestar (jul. 1977-sep. 1977) Cultura (sep. 1977-abr. 1979) |                                                                       | Pío Cabanillas Gallas                                   |         |
| Relaciones con las Comunidades Europeas, sin cartera                    |                                                                       | Leopoldo Calvo-Sotelo y Bustelo (feb. 1978-abr. 1979)   |         |
| Adjunto para las Regiones                                               |                                                                       | Manuel Clavero Arévalo                                  |         |
| Adjunto para las Relaciones con las Cortes                              |                                                                       | Ignacio Camuñas Solís (jul. 1977-sep. 1977)             |         |